# STS-77
إس تي إس-77 (بالإنجليزية: STS-77)‏ الرحلة السابعة والسبعون ضمن برنامج مكوك الفضاء لوكالة ناسا، والرحلة الحادية عشر على متن مكوك الفضاء إنديفور، انطلقت الرحلة في 19 مايو 1996 من مركز كينيدي للفضاء ، وهبطت بتاريخ 29 مايو في مركز كينيدي للفضاء أيضاً، بعد عشرة أيام مكثتها الرحلة في الفضاء، تم خلال الرحلة إجرآء عدد من التجارب التقنية في مجال الفضاء وإجرآء بحوث في انعدام الجاذبية وبالتعاون مع منظمة Astrotech Corporation الأمريكية المختصة في مجال التكنولوجيا والبحث العلمي، بلغ عدد الرواد المشاركين في الرحلة ستة رواد من بينهم كندي.